# Sierra Boggess

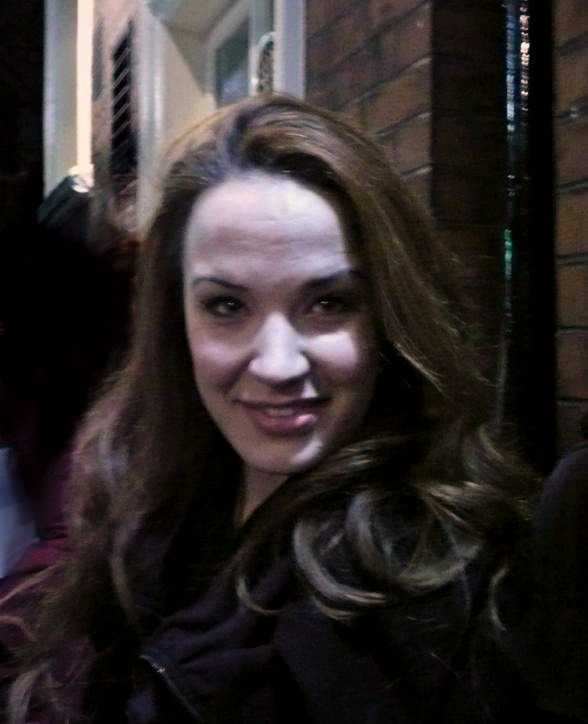
Sierra Boggess vor dem Queen’s Theatre (2013)

Sierra Marjory Boggess (* 20. Mai 1982 in Denver, Colorado) ist eine US-amerikanische Sängerin (Sopran) und Musicaldarstellerin. Sie wurde vor allem als Originalbesetzung der Christine Daaé im Musical Liebe stirbt nie berühmt.

## Leben
Sierra Boggess wuchs in Denver auf. Sie ist die Tochter von Kellun Turner und Michael Boggess und hat zwei Schwestern namens Summer und Allegra. An der Millikin University in Decatur erwarb sie 2004 einen Bachelor of Fine Arts im Fach Musical Theatre.

## Karriere
Nachdem sie zuvor als Zweit- und Hauptbesetzung diverser Rollen in verschiedenen Musicalinszenierungen aufgetreten war, debütierte Sierra Boggess im November 2007 als Arielle in The Little Mermaid am Broadway. Diese Rolle spielte sie bis Ende Mai 2009. Danach wechselte sie ins Londoner West End und trat von Februar 2010 bis März 2011 als Christine Daaé in Andrew Lloyd Webbers Liebe stirbt nie auf. Zusammen mit ihrem Spielpartner Ramin Karimloo sang sie auch das Konzeptalbum des Musicals ein. Die beiden waren in ihren Rollen ferner bei einer Jubiläumsaufführung des Phantom der Oper in der Royal Albert Hall zu sehen, die auf CD, Blu-ray und DVD erschienen ist.
Boggess trat daraufhin u. a. in Master Class (Broadway, 2011), Les Misérables (West End, 2012–2013) und Das Phantom der Oper (Broadway, 2013) auf.
Im Dezember 2013 erschien Boggess’ erstes Album Awakening. Es handelt sich um eine Live-Aufnahme von Konzerten, die die Sängerin in dem New Yorker Nachtclub 54 Below gegeben hat.
Am 13. Oktober 2016 sollte die französische Version des Phantom der Oper Le Fantôme de l’Opéra im Pariser Théâtre Mogador uraufgeführt werden, mit Boggess in der Hauptrolle der Christine Daae. Infolge eines Brandes kurz vor der Premiere musste die Aufführung bis auf Weiteres abgesagt werden.

## Auszeichnungen
Im Jahr 2008 erhielt Boggess eine Nominierung für den Drama Desk Award und den Drama League Award in der Kategorie „Outstanding Actress in a Musical“ bzw. „Distinguished Performance“ (The Little Mermaid). 2011 war sie Anwärterin auf den Laurence Olivier Award als „Best Actress in a Musical“ (Liebe stirbt nie).